# Г̀
Cette page contient des caractères spéciaux ou non latins. S’ils s’affichent mal (▯, ?, etc.), consultez la page d’aide Unicode.
Г̀ (minuscule : г̀), appelé gué accent grave, est une lettre additionnelle de l’alphabet cyrillique qui a été utilisée en tchouvache au XIXe siècle. Elle est composée du gué ‹ Г › diacrité d’un accent grave.

## Utilisations

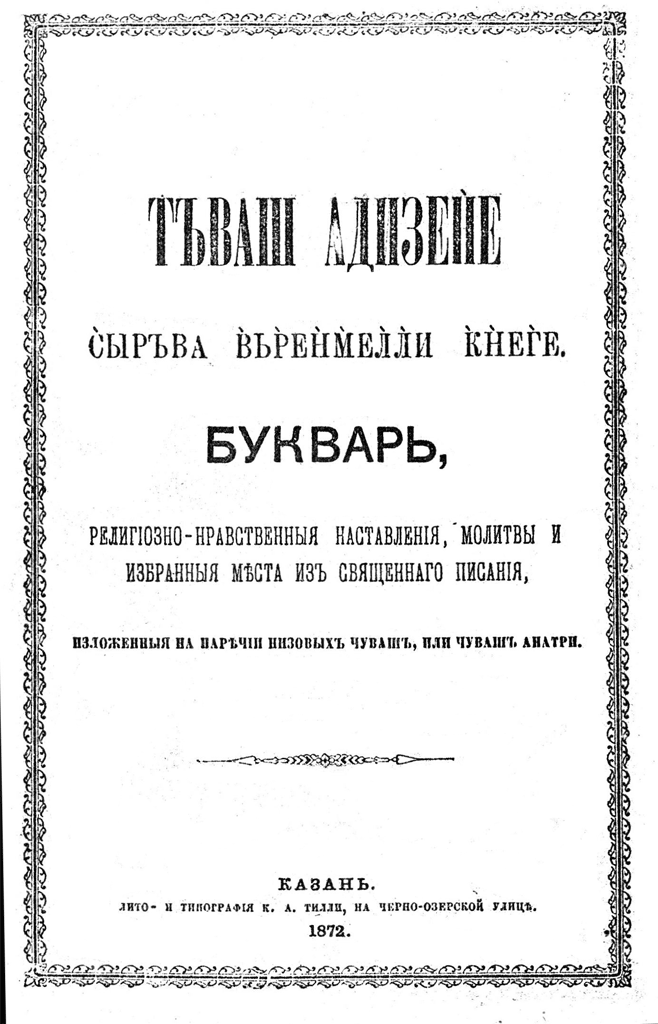
La couverture d’un syllabaire tchouvache de 1872 avec le gué accent grave.

## Représentation informatique
Le gué accent grave peut être représenté avec les caractères Unicode suivants :
- décomposé (cyrillique, diacritiques)[1],[2] :

| formes    | représentations | chaînes de caractères | points de code | descriptions                                             |
| --------- | --------------- | --------------------- | -------------- | -------------------------------------------------------- |
| capitale  | Г̀               | Г◌̀                    | U+0413 U+0300  | lettre majuscule cyrillique gué diacritique accent grave |
| minuscule | г̀               | г◌̀                    | U+0433 U+0300  | lettre minuscule cyrillique gué diacritique accent grave |